# Solomone Ula Ata
Hon. Solomone Piutuau Ulamoleka Ata (16 de mayo de 1883-27 de marzo de 1950) ejerció el cargo de primer ministro de Tonga desde 1941 hasta 1949.

## Biografía

### Orígenes
Ata era el hijo de Tevita Manú'opangai Ata (1864-1898) y Pauline Manutu'ufanga Niumeitolu y era primo de SM la reina Carlota Tupou III. Asistió a Newington College, Sídney (1896-1902), con otros seis nobles de Tonga. Al regresar a Tonga trabajó en el gobierno y fue nombrado para el título de Ata el 12 de noviembre de 1904. Ocupó varias carteras ministeriales en el gabinete y fue Ministro de Tierras desde 1925 hasta 1941. En 1937 volvió a visitar Australia para estudiar el cultivo del plátano en áreas subtropicales. 

### Primer ministro
En 1941 fue nombrado primer ministro de Tonga cuando murió su amigo de sus días escolares en Newington, Su Alteza Real el Príncipe Viliami Tungi Mailefihi. Así, Ata se convirtió en el segundo de los cuatro primeros ministros tonganos de Newington en la fila, ya que fue sucedido por SAR el Príncipe Heredero Tāufa'āhau Tungi y luego por SAR el Príncipe Fatafehi Tu'ipelehake. Ata recibió el honor de Oficial Honorario de la Orden del Imperio Británico honorario en la Lista de Honores de Año Nuevo de 1947.

## Honores
- Comendador Honorario de la Orden del Imperio Británico (OBE)